# Championnat du Ghana de football 2005
Navigation
Saison précédente Saison suivante
La saison 2005 du Championnat du Ghana de football est la quarante-sixième édition de la première division au Ghana, la Premier Division. Elle regroupe, sous forme d'une poule unique, les seize meilleures équipes du pays qui se rencontrent deux fois, à domicile et à l'extérieur. En fin de saison, les deux derniers du classement sont relégués et remplacés par les deux meilleures formations de deuxième division tandis que le 14e doit passer par un barrage de promotion-relégation face au 3e de D2.
C'est le club d'Asante Kotoko qui remporte le championnat cette saison après avoir terminé en tête du classement final, avec sept points d'avance sur le tenant du titre, Hearts of Oak SC et treize sur King Faisal Babies. C'est le vingtième titre de champion du Ghana de l'histoire du club.
Le champion et son dauphin se qualifient pour la Ligue des champions de la CAF tandis que les 3e et 4e du classement obtiennent leur billet pour la Coupe de la confédération (en l'absence de la Coupe du Ghana).

## Les clubs participants
| - Hearts of Oak SC - Asante Kotoko - Ashanti Gold SC - Kade Hotspurs - Promu de D2 - Real Tamale United - King Faisal Babies - Berekum Arsenal - Real Sportive | - Power FC - Feyenoord Academy - Hearts of Lions Kpando - Ebusua Dwarfs - Promu de D2 - Sekondi Hasaacas - Okwahu United - Liberty Professionals - Bofoakwa Tano FC |

## Compétition
Le barème de points servant à établir les classements se décompose ainsi :
- Victoire : 3 points
- Match nul : 1 point
- Défaite : 0 point

### Classement
| Rang | Équipe                 | Pts | J  | G  | N | P  | Bp | Bc | Diff |
| ---- | ---------------------- | --- | -- | -- | - | -- | -- | -- | ---- |
| 1    | Asante Kotoko          | 63  | 30 | 18 | 9 | 3  | 37 | 15 | +22  |
| 2    | Hearts of OakT         | 56  | 30 | 16 | 8 | 6  | 47 | 28 | +19  |
| 3    | King Faisal Babies     | 50  | 30 | 15 | 5 | 10 | 41 | 32 | +9   |
| 4    | Berekum Arsenal        | 47  | 30 | 14 | 5 | 11 | 34 | 28 | +6   |
| 5    | Real Sportive          | 47  | 30 | 13 | 8 | 9  | 24 | 25 | -1   |
| 6    | Liberty Professionals  | 42  | 30 | 12 | 6 | 12 | 42 | 29 | +13  |
| 7    | Ashanti Gold SC        | 42  | 30 | 12 | 6 | 12 | 29 | 24 | +5   |
| 8    | Feyenoord Academy      | 41  | 30 | 11 | 8 | 11 | 26 | 29 | -3   |
| 9    | Real Tamale United -3  | 40  | 30 | 13 | 4 | 13 | 34 | 35 | -1   |
| 10   | Power FC               | 38  | 30 | 10 | 8 | 12 | 29 | 31 | -2   |
| 11   | Bofoakwa Tano FC       | 37  | 30 | 10 | 7 | 13 | 24 | 33 | -9   |
| 12   | Sekondi Hasaacas       | 36  | 30 | 10 | 6 | 14 | 30 | 33 | -3   |
| 13   | Hearts of Lions Kpando | 36  | 30 | 10 | 6 | 14 | 34 | 42 | -8   |
| 14   | Okwahu United          | 32  | 30 | 9  | 5 | 16 | 20 | 30 | -10  |
| 15   | Ebusua DwarfsP         | 32  | 30 | 9  | 5 | 16 | 26 | 39 | -13  |
| 16   | Kade HotspursP         | 29  | 30 | 9  | 2 | 19 | 23 | 47 | -24  |

|  | Qualification pour la Ligue des champions de la CAF 2006 |
|  | Qualification pour la Coupe de la confédération 2006     |
|  | Participation au barrage de promotion-relégation         |
|  | Relégation directe en deuxième division                  |
|  | T : Tenant du titre P : Promu de deuxième division       |

### Matchs

#### Barrage de promotion-relégation
| Équipe 1           | Résultat      | Équipe 2      |
| ------------------ | ------------- | ------------- |
| All Blacks FC (D2) | 0 - 0 5-4 tab | Okwahu United |

## Bilan de la saison
| Championnat du Ghana de football 2005 |                           |
| Champion                              | Asante Kotoko (20e titre) |
| Coupes et trophées                    |                           |
| Vainqueur de la Coupe du Ghana 2005   | Non disputée              |
| Qualifications continentales          |                           |
| Ligue des champions de la CAF 2006    | Asante Kotoko             |
| Ligue des champions de la CAF 2006    | Hearts of Oak             |
| Coupe de la confédération 2006        | King Faisal Babies        |
| Coupe de la confédération 2006        | Berekum Arsenal           |
| Promotions et relégations             |                           |
| Promus en Premier League              | All Blacks FC             |
| Promus en Premier League              | Great Olympics            |
| Promus en Premier League              | Tema Youth                |
| Relégués en Second League             | Okwahu United             |
| Relégués en Second League             | Ebusua Dwarfs             |
| Relégués en Second League             | Kade Hotspurs             |